# Распадный
Распадный — упразднённый посёлок в Междуреченском городском округе Кемеровской области России. Исключён из учётных данных в 2000 году. Фактически включен в состав города Междуреченск.

## География
Распадный расположен в юго-восточной части Кемеровской области в горно-таёжной зоне и находится на правом берегу реки Ольжерас, ниже впадения в нее безымянного ручья вытекающего из горной выработки, на расстоянии приблизительно 3 км по прямой к северу от окраин города Междуреченск. В настоящее время представляет собой микрорайон Распадный.

## История
Решением Кемеровского ОИК № 204/271 от 27 мая-4 июня 1963 года из состава бывшего Кузнецкого района в административное подчинение Междуреченского горсовета передан населённый пункт Распадный.
Законом Кемеровской области от 25 октября 2000 года № 708 посёлок исключен из учётных данных.

## Население
| 1970 | 1979 | 1989 |
| ---- | ---- | ---- |
| 267  | ↘165 | ↘23  |